# قهساره
قهساره، روستایی از توابع بخش مرکزی شهرستان اردستان در استان اصفهان ایران است.این روستا دارای آب وهوای خشک و سرد کوهستانی (سرمای شدید در زمستان و هوای معتدل در تابستان) می باشد .. آب و هوای معتدل در فصل گرم سال باعث ایجاد محیط مناسب برای گردشگران و اهالی میباشد.نام محلی این روستا کیسار میباشد و در نزد عموم اکثرا این روستا را با نام کیسار میشناسند. اکثر اهالی این روستا به شهر اصفهان مرکز استان مهاجرت کرده اند 
قبر شریف امامزاده سلطان میر سیدعلی (ع) از نوادگان امام موسی جعفر (ع) در مرکز روستای قهساره قرار دارد. 
هر ساله در دهه اول محرم به خصوص در روزهای تاسوعا و عاشورا مراسم  عزاداری سنتی  به شکل های مختلفی در روستای قهساره (کیسار ) توسط دوست داران اهل بیت (ع) برقرار میشود. 
مسجد شیرعلی (ع)و مسجد امام علی النقی(ع) از دیگر مکانهای مقدس این روستا می باشد. 
این روستا با تقدیم بیش از  50 شهید در دوران دفاع مقدس از پیشگامان عرصه جهاد و شهادت در منطقه  به شمار می رود. 

## جمعیت
این روستا در دهستان برزاوند قرار دارد و براساس سرشماری مرکز آمار ایران در سال ۱۳۸۵، جمعیت آن ۲۳۰ نفر (۹۶خانوار) بوده‌است.